# Zabryna Guevara

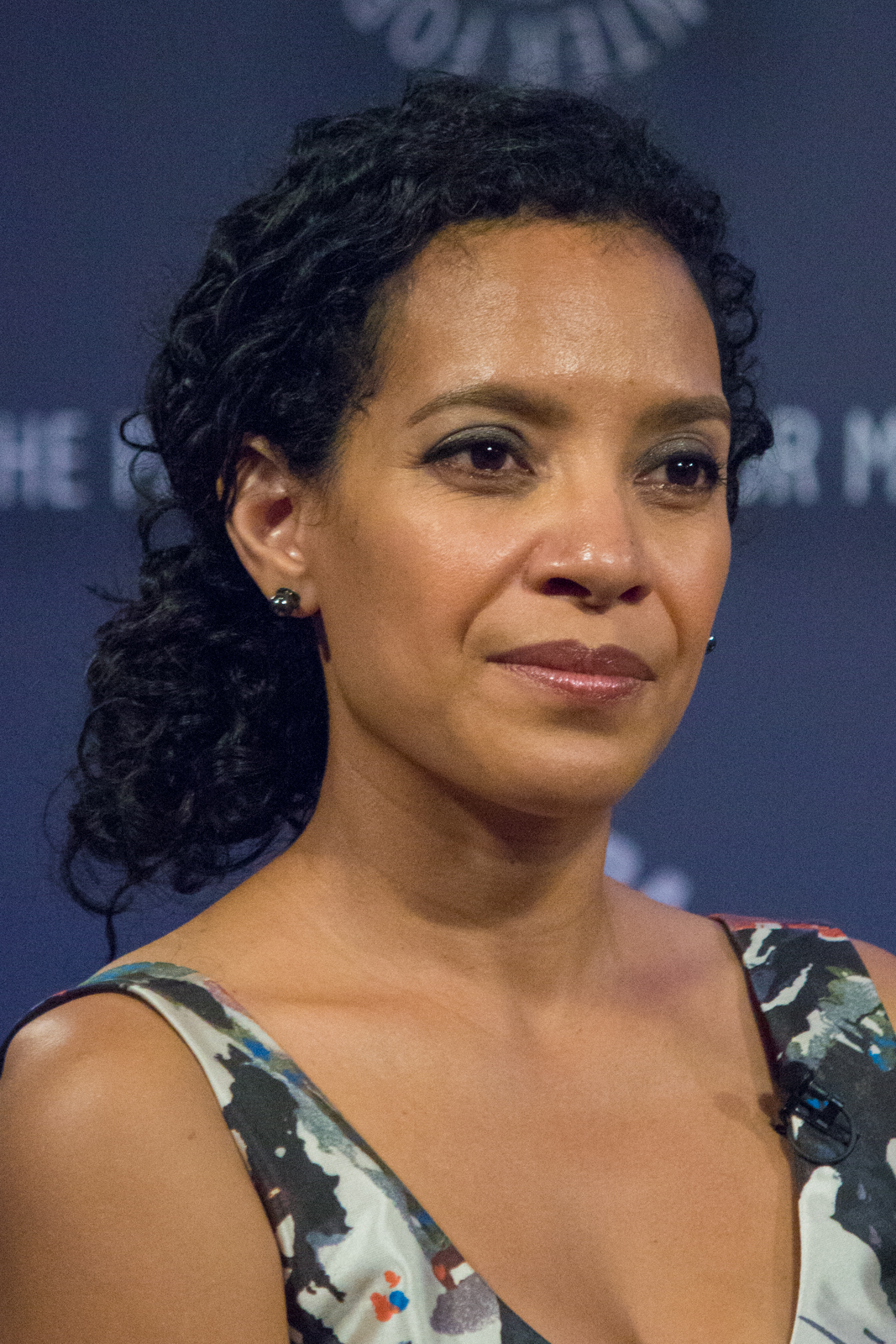
Zabryna Guevara (2014)

Zabryna Guevara (* 4. März 1978) ist eine US-amerikanische Schauspielerin venezolanischer Abstammung. Bekanntheit erlangte sie vor allem durch ihre Rollen aus den Serien Gotham und The Get Down.

## Leben und Karriere
Zabryna Guevara gab 1997 bei einem Gastauftritt in der Serie Law & Order ihr Schauspieldebüt vor der Kamera. 2001 war sie in der Rolle der Denise in The Hotel Manor Inn erstmals in einem Film zu sehen. 2006 spielte sie als Melanie Ortiz eine der Hauptrollen der Serie 3 lbs. 2008 spielte sie eine Krankenschwester in der Buchverfilmung Marley & Ich. Ein Jahr darauf folgte eine weitere kleine Filmnebenrolle in der Romantischen Komödie Lieber verliebt. 2010 spielte sie eine Kellnerin im Kriminalfilm All Beauty Must Die. 2011 folgte eine Nebenrolle im Arthouse-Film Pariah. Anschließend trat sie auch in den Filmen Yelling To The Sky und Unterwegs mit Mum auf. 2013 stand sie für die Inszenierung, des mit dem Pulitzer-Preises ausgezeichneten Water by the Spoonful der Autorin Quiara Alegría Hudes, am Second Stage Theater in Manhattan auf der Bühne.
2014 trat Guevara in der Rolle der Sekretärin, des von Peter Dinklage verkörperten Bollivar Trask im Film X-Men: Zukunft ist Vergangenheit auf. Noch im selben Jahr wurde sie für die Serie Gotham in der Rolle der Polizistin Sarah Essen in einer der Hauptrollen besetzt. Diese Rolle spielte sie bis zum Beginn der zweiten Staffel 2015. Seit 2011 trat sie in den Serien Person of Interest, Blue Bloods – Crime Scene New York, CSI: Vegas, Common Law, Burn Notice, Limitless, Elementary, Chicago Med, The Handmaid’s Tale – Der Report der Magd, Castle Rock, Snowfall und The Twilight Zone auf.
Von 2016 bis 2017 war Guevara als Lydia Cruz in einer Nebenrolle in der Serie The Get Down zu sehen, die nach nur einer produzierten Staffel eingestellt wurde. 2018 spielte sie eine Nebenrolle im Filmdrama Unersetzlich und war im selben Jahr in den jeweils ersten Staffeln der Anthologie-Serie Tell Me a Story und in New Amsterdam in wiederkehrenden Rollen zu sehen. 2019 war sie als Alice im Psychothriller Swallow zu sehen. Von 2019 bis 2020 spielte sie als Kinderärztin Abby Fraiser eine der Hauptrollen in Emergence.
Guevara ist verheiratet und Mutter von zwei Kindern.

## Filmografie (Auswahl)
- 1997, 2003, 2023: Law & Order (Fernsehserie, 4 Episoden)
- 2001: The Hotel Manor Inn
- 2001: Die Sopranos (The Sopranos, Fernsehserie, Episode 3x04)
- 2002–2021: Law & Order: Special Victims Unit (Fernsehserie, 4 Episoden)
- 2005: Everyone’s Depressed (Kurzfilm)
- 2006: 3 lbs. (Fernsehserie, 6 Episoden)
- 2008: Marley & Ich (Marley & Me)
- 2009: Lieber verliebt (The Rebound)
- 2010: All Beauty Must Die (All Good Things)
- 2010: Pariah
- 2011: Yelling To The Sky
- 2011: Futurestates (Fernsehserie, Episode 2x08)
- 2011: Person of Interest (Fernsehserie, Episode 1x05)
- 2012: Blue Bloods – Crime Scene New York (Blue Bloods, Fernsehserie, Episode 2x16)
- 2012: CSI: Vegas (CSI: Crime Scene Investigation, Fernsehserie, Episode 12x21)
- 2012: Common Law (Fernsehserie, Episode 1x10)
- 2012: Burn Notice (Fernsehserie, 4 Episoden)
- 2012: Unterwegs mit Mum (The Guilt Trip)
- 2014: X-Men: Zukunft ist Vergangenheit (X-Men: Days of Future Past)
- 2014–2015: Gotham (Fernsehserie, 24 Episoden)
- 2015: Limitless (Fernsehserie, Episode 1x07)
- 2016: Elementary (Fernsehserie, Episode 4x12)
- 2016: The Death of Eva Sofia Valdez (Fernsehfilm)
- 2016–2017: The Get Down (Fernsehserie, 11 Episoden)
- 2017: Chicago Med (Fernsehserie, 2 Episoden)
- 2017: The Incredible Jessica James
- 2017: The Handmaid’s Tale – Der Report der Magd (The Handmaid’s Tale, Fernsehserie, Episode 1x06)
- 2017–2018: Snowfall (Fernsehserie, 2 Episoden)
- 2018: Unersetzlich (Irreplaceable You)
- 2018: Castle Rock (Fernsehserie, 3 Episoden)
- 2018: Can You Ever Forgive Me? (Stimme)
- 2018: Tell Me a Story (Fernsehserie, 5 Episoden)
- 2018–2021: New Amsterdam (Fernsehserie, 17 Episoden)
- 2019: Swallow
- 2019: The Twilight Zone (Fernsehserie, Episode 1x08)
- 2019–2020: Emergence (Fernsehserie, 13 Episoden)
- 2021: Dr. Death (Miniserie, 2 Episoden)
- 2021: Law & Order: Special Victims Unit (Fernsehserie, 1 Episode)
- 2022: She Said
- seit 2025: Daredevil: Born Again (Fernsehserie)